# Хирса
Хирса (рум. Hârsa) — село у повіті Прахова в Румунії. Входить до складу комуни Плопу.
Село розташоване на відстані 66 км на північ від Бухареста, 14 км на північний схід від Плоєшті, 81 км на південний схід від Брашова.

## Населення
За даними перепису населення 2002 року у селі проживали 268 осіб, усі — румуни. Усі жителі села рідною мовою назвали румунську.